# Garantie de marché
Une garantie de marché (ou mécanisme de garantie de marché, abrégé en AMC pour Advance Market Commitment) est un engagement à acheter ou subventionner un produit s'il est développé avec succès. Les garanties de marché sont généralement proposées par des gouvernements ou des fondations pour encourager le développement de vaccins ou de traitements. En échange, les entreprises pharmaceutiques s’engagent à fournir des doses à un prix fixe. Ce mécanisme de financement est utilisé lorsque la recherche et développement est trop couteuse pour être rentable pour le secteur privé sans garantie d'une certaine quantité de ventes.
L’idée d’une garantie de marché pour des vaccins a été développée par les économistes dans les années 2000. Cette idée a été appliquée pour financer le vaccin contre le pneumocoque. Pendant la crise du covid-19, l’AMC COVAX a fourni 1,8 milliard de doses de vaccin à 87 pays à revenu faible ou intermédiaire. Les AMC pourraient être utilisées pour encourager la recherche sur des vaccins universels, ce qui contribuerait à la préparation aux pandémies. Une AMC a également été lancée pour la mise en place d'une élimination du dioxide de carbone atmosphérique qui réponde à certaines spécifications techniques.

## Description
Dans le cas des vaccins, une garantie de marché est un contrat entre trois types de parties : les donateurs, les pays bénéficiaires et les entreprises. Les donateurs promettent de subventionner largement les vaccins qui répondent à certaines conditions d’éligibilité, jusqu’à un nombre fixe de doses. Par exemple, un fonds mondial peut garantir un prix de 15€ pour les 200 premiers millions de doses d'un vaccin, et en payer 14€, à condition que ce vaccin ait une efficacité supérieure à 70 %. Les pays bénéficiaires acceptent de payer le reste (1€ dans l’exemple). Ce petit copaiement garantit l'existence d'une demande réelle pour les vaccins. En échange, les entreprises s'engagent à fournir les doses suivantes à un prix modique, proche du coût de production. Dans cet exemple, les entreprises  qui développent un vaccin éligible bénéficieraient du prix élevé de 15€ pour les premières 200 millions de doses, mais devraient fournir toutes les doses ultérieures à un faible prix, comme 1€ par dose. Cette stipulation garantit que le produit reste accessible à long terme pour les pays en développement.

## Origines de l'idée
En 1998, Michael Kremer publie un article universitaire sur le rachat de brevets : il affirme que les gouvernements pourraient améliorer l'accès aux traitements en achetant des brevets et en les plaçant dans le domaine public. Inspiré par ses expériences au Kenya, où il a contracté le paludisme, il propose ensuite l'idée d'un « garantie d'achat de vaccins » pour encourager la recherche sur les maladies négligées,. En 2001, un rapport britannique mentionne qu'un éventuel fonds mondial de lutte contre le VIH/SIDA, le paludisme et la tuberculose pourrait également garantir des achats futurs. Cette idée continue à gagner du terrain en 2004, lorsque Michael Kremer et Rachel Glennerster publient un livre en faveur de cette idée. L'année suivante, le Center for Global Development publie un rapport sur le sujet. En 2006, le G8 envisage de mettre en place un « mécanisme de garantie de marché » (advance market commitment), et cette expression est utilisée dans un article académique estimant le rapport efficacité-prix de cette mesure.

## Applications

### Infections à pneumocoque

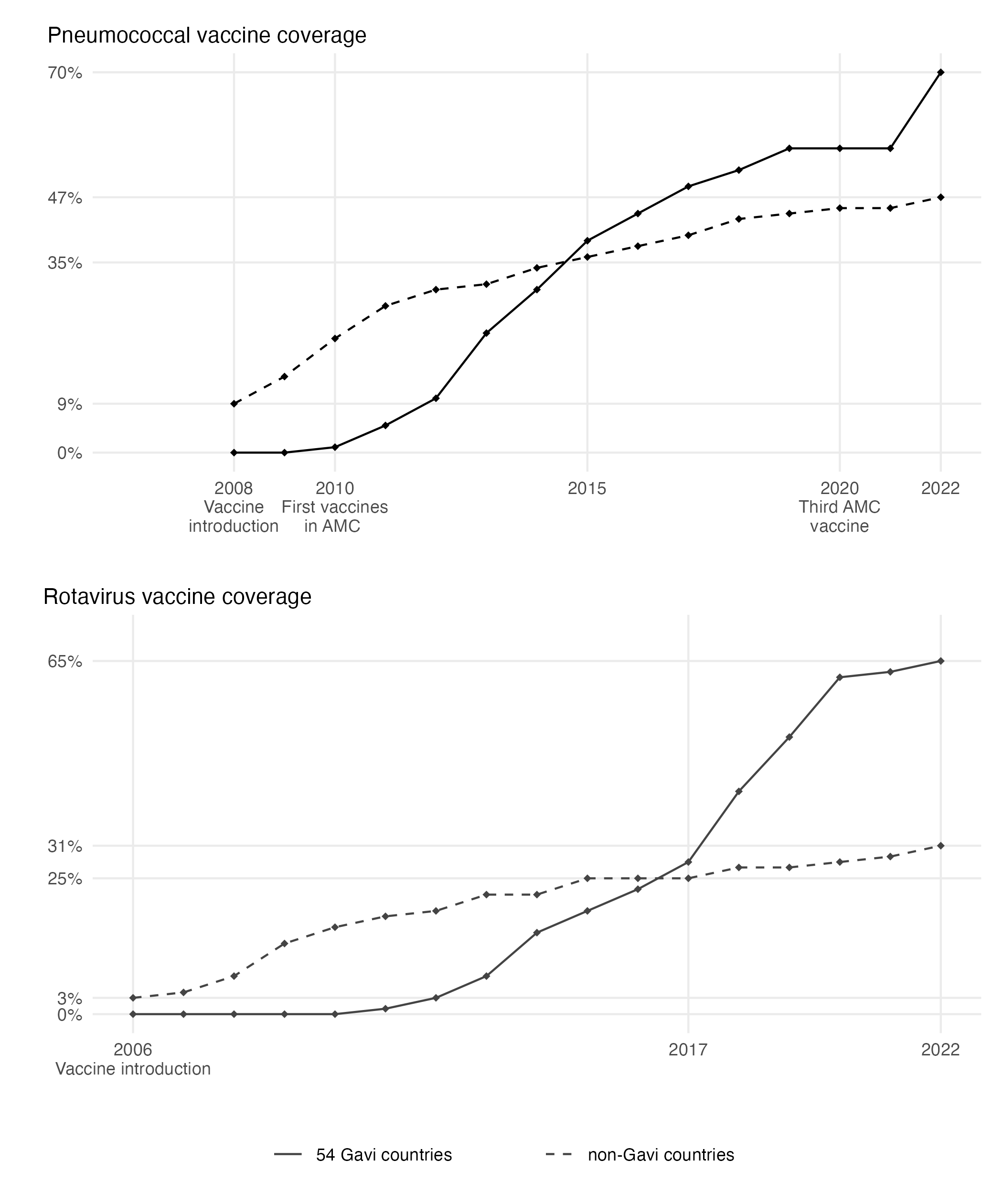
La couverture vaccinale a augmenté plus rapidement pour le pneumocoque que pour le rotavirus, dont le vaccin ne bénéficiaient pas d’une garantie de marché.

Le premier mécanisme de garantie de marchée a été lancé en 2009 par GAVI, la Banque mondiale, l'OMS, l'UNICEF, cinq gouvernements nationaux, et la Fondation Gates. Il ciblait les infections à pneumocoque. Selon une estimation de l'OMS de 2005, les infections à pneumocoque tuaientt à cette époque 1,6 million de personnes chaque année, principalement dans les pays du Sud. Les donateurs de l'AMC ont fourni 1,5 milliard de dollars pour subventionner les doses de vaccin, à un prix initial de 3,5 dollars par dose. En 2010, GSK et Pfizer se sont chacune engagées à fournir 30 millions de doses par an. En 2020, le Serum Institute of India a commencé à produire un troisième vaccin à 2$ par dose,,. Le mécanisme de garanti de marché du vaccin contre le pneumocoque a officiellement pris fin en 2020. Les derniers contrats avec les fabricants s'étendent jusqu’en 2029.
En 2021, le cabinet de conseil Dalberg a publié un rapport évaluant l'impact de l'AMC. Selon ce rapport, l’AMC n'a visiblement pas accéléré l'invention de nouveaux vaccins. Cependant, l’AMC a conduit les fabricants à développer des flacons multidoses, ce qui a contribué à réduire le coût par dose. Malgré les retards initiaux de production, le nombre de doses distribuées chaque année est passé de 3 millions en 2010 à 150 millions en 2015. Les pays bénéficiaires ont introduit les vaccins contre le pneumocoque plus rapidement que les vaccins contre le papillomavirus ou le rotavirus, qui ne bénéficiaient pas d'une garantie de marché. Dans l’ensemble, le rapport Dalberg estime que l’AMC a probablement réussi à augmenter la couverture vaccinale, ce qui a permis de sauver davantage de vies. Cependant, il est difficile de quantifier l’efficacité du programme en raison de l’absence d'un contrefactuel auquel le comparer,.
L’AMC s’est avérée relativement inefficace pour faire baisser le prix des vaccins. Avant l'arrivée du vaccin du Serum Institute of India, Médecins sans frontières a plusieurs fois critiqué l'AMC, lui reprochant d'accorder des subventions excessives à GSK et Pfizer,,.

### COVID-19

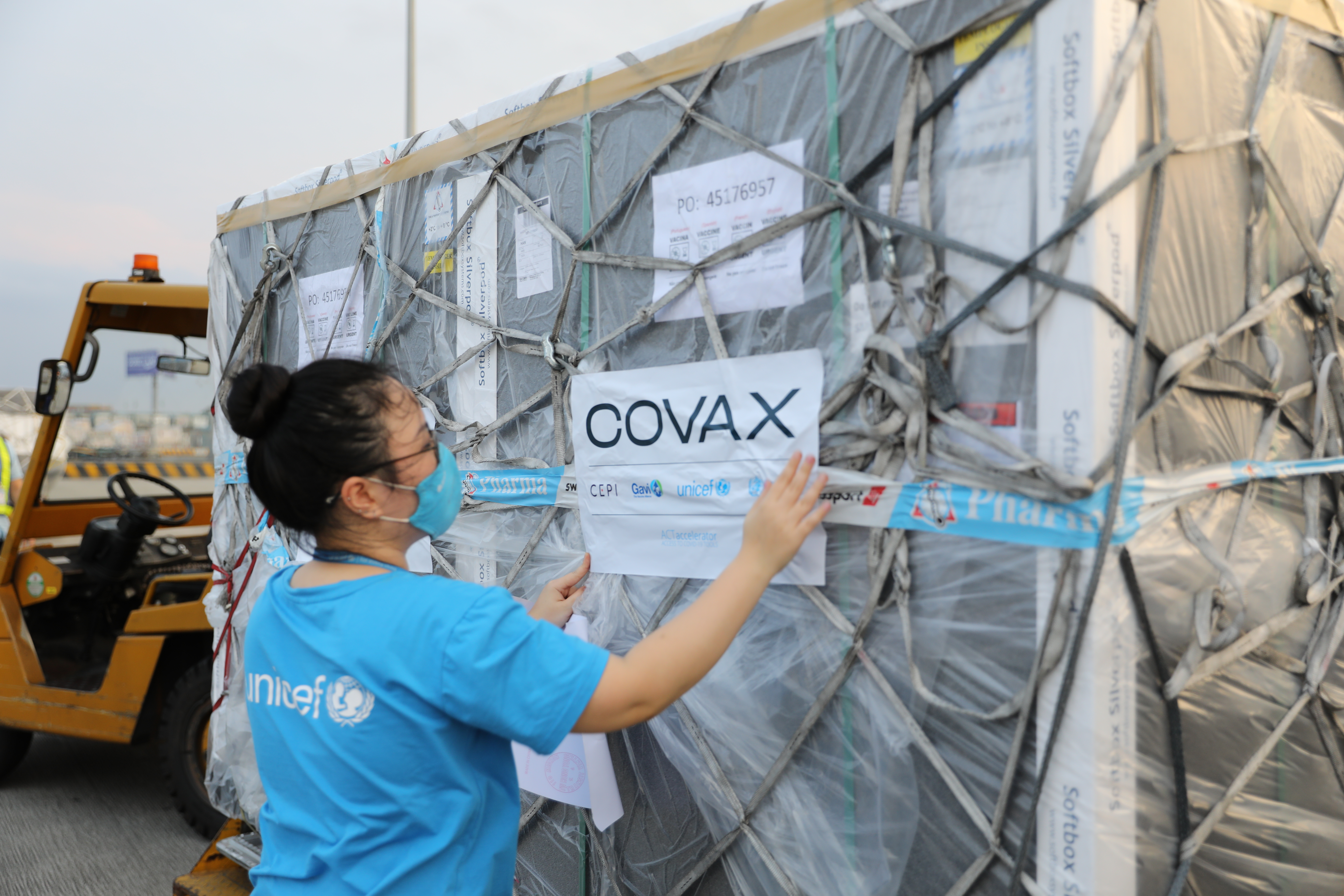
Une cargaison de vaccins livrée au Vietnam dans le cadre de l’AMC COVAX

### Élimination du carbone
En décembre 2021, une garantie de marché pour l'élimination du carbone est proposée pour la première fois dans un essai Politico par les économistes Susan Athey, Rachel Glennerster, Christopher Snyder, et par Nan Ransohoff.
En avril 2022, l'entreprise Stripe lance Frontier Climate, une garantie d'« acheter une première somme de 925 millions de dollars pour l'élimination permanente de carbone entre 2022 et 2030 ». Nan Ransohoff, qui dirige le projet, a déclaré au journal The Atlantic que le marché de l'élimination du carbone devrait atteindre 1 000 milliards de dollars par an.